# جان اسمیت (هنرپیشه)
جان اسمیت (انگلیسی: John Smith؛ ‏ ۶ مارس ۱۹۳۱ – ۲۵ ژانویهٔ ۱۹۹۵) بازیگر اهل ایالات متحده آمریکا بود.

## فیلم‌شناسی
از فیلم‌هایی که وی در آن نقش داشته است، می‌توان به ما فرشته نیستیم، یک ترغیب دوستانه و دنیای سیرک اشاره کرد.